# Yvonne Furneaux
Yvonne Furneaux, pseudonimo di Élisabeth Yvonne Scatcherd (Roubaix, 11 maggio 1926 – North Hampton, 5 luglio 2024), è stata un'attrice francese.

## Biografia
Figlia secondogenita di Joseph Scatcherd, nativo dello Yorkshire, direttore di una filiale della Lloyds Bank, e di Amy Furneaux, originaria del Devon, Yvonne Furneaux nacque a Roubaix nel dipartimento del Nord come pure la sorella maggiore Jeanne. La sua famiglia tornò poi in Inghilterra prima dello scoppio della seconda guerra mondiale.
Fece il suo debutto nel 1952 in Meet Me Tonight, diretta da Anthony Pelissier. Apparve poi nel film britannico Un giorno... tutta la vita (1952) di Victor Saville. Questa apparizione, peraltro non accreditata ufficialmente, le valse l'attenzione del regista Peter Brook, che le offrì il ruolo minore di Jenny Diver ne Il masnadiero (1953), film tratto dalla commedia satirica L'opera del mendicante, al fianco di Laurence Olivier.
La popolarità della Furneaux aumentò ulteriormente quello stesso anno grazie alla sua interpretazione a fianco di Errol Flynn ne Il principe di Scozia (1953). Seguirono altri film d'avventura che sfruttarono il suo fascino, come The House of the Arrow (1953) di Michael Anderson, con Douglas Fairbanks Jr., The Javanese Dagger (1954) e, ancora con Flynn e Gina Lollobrigida, Il maestro di Don Giovanni (dove non venne però accreditata).
Michelangelo Antonioni le offrì uno dei ruoli principali nel film Le amiche (1955), dove ebbe modo di mostrare il suo temperamento drammatico in un contesto diverso dai precedenti. Tornò quindi a ruoli più leggeri, recitando per la terza volta a fianco di Errol Flynn nel film di cappa e spada Il vendicatore nero (1955) di Henry Levin. L'attore e regista Ray Milland la volle quindi per il suo film Lisbon (1956), interpretato a fianco di Maureen O'Hara.
Tre anni più tardi la Furneaux ebbe un'ulteriore occasione con il celebre horror La mummia (1959), dove interpretò un doppio ruolo: quello di Isobel Banning, moglie di John Banning (interpretato da Peter Cushing), e quello della principessa Ananka, la giovane figura regale amata dalla mummia (impersonato da Christopher Lee). Sempre nel 1959 Federico Fellini le affidò la parte di Emma, la tormentata fidanzata di Marcello Mastroianni in La dolce vita, che rimane una delle sue prove migliori. La consacrazione a star internazionale avvenne nel 1960 con la partecipazione al Festival di Cannes, in compagnia di Fellini, Mastroianni, Anita Ekberg ed Anouk Aimée per presentare La dolce vita, cui andò la Palma d'oro come miglior film di quell'anno.
Tornata a lavorare in Francia, interpretò poi il film Il conte di Montecristo (1961) di Claude Autant-Lara, con Louis Jourdan. Ma già l'anno successivo venne richiamata a girare in Italia film di genere, tra cui Il criminale (1962), Io, Semiramide (1963), Il leone di Tebe (1964). L'attrice venne diretta ancora da Autant-Lara ne L'omicida (1963) e nel thriller I raggi mortali del Dr. Mabuse (1964), prima di interpretare Repulsione (1965), per la regia di Roman Polański, nel ruolo della sorella della protagonista Catherine Deneuve. Seguirono poi alcuni partecipazioni a serie televisive di spionaggio come Gioco pericoloso (1965).
Nel 1967 apparve in Le scandale - Delitti e champagne di Claude Chabrol, con Anthony Perkins. Poi ancora in Italia ne In nome del popolo italiano (1971) dove interpretò la moglie nevrotica di Vittorio Gassman, e nel film di produzione tedesca Versuchung im Sommerwind, che pose termine - almeno temporaneamente - alla sua carriera. Dodici anni più tardi, accettò di tornare a girare un film, prendendo parte a Frankenstein's Great Aunt Tillie, dopodiché si ritirò e per molto tempo visse a Losanna, in Svizzera.
Morì il 5 luglio 2024 in seguito a un ictus nella sua casa di North Hampton, nel New Hampshire, all'età di 98 anni.

## Vita privata
Si sposò nel 1962 con il direttore della fotografia Jacques Natteau, conosciuto durante le riprese de Il conte di Montecristo e con il quale ebbe un figlio, Nicholas, regista e produttore cinematografico. Divenne vedova il 17 aprile 2007 e in seguito si trasferì negli Stati Uniti dove visse gli ultimi anni della sua vita.

## Filmografia

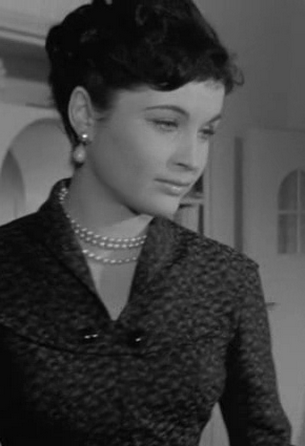
Yvonne Forneaux nel film Le amiche (1955)

### Cinema
- Meet Me Tonight, regia di Anthony Pelissier (1952)
- Un giorno... tutta la vita (24 Hours of a Woman's Life), regia di Victor Saville (1952) (non accreditata)
- Il masnadiero (The Beggar's Opera), regia di Peter Brook (1953)
- The Genie, regia di Lance Comfort e Lawrence Huntington (1953)
- The House of the Arrow, regia di Michael Anderson (1953)
- Il principe di Scozia (The Master of Ballantrae), regia di William Keighley (1953)
- The Javanese Dagger, regia di Paul Dickson (1954)
- Il maestro di Don Giovanni (Crossed Swords), regia di Milton Krims (1954) (non accreditata)
- Il vendicatore nero (The Dark Avenger), regia di Henry Levin (1955)
- Le amiche, regia di Michelangelo Antonioni (1955)
- Cross Channel, regia di R.G. Springsteen (1955)
- Il principe dalla maschera rossa, regia di Leopoldo Savona (1955)
- Lisbon, regia di Ray Milland (1956)
- Carta al cielo, regia di Arturo Ruiz Castillo (1959)
- La mummia (The Mummy), regia di Terence Fisher (1959)
- Lui, lei e il nonno, regia di Anton Giulio Majano (1959)
- A noi piace freddo...!, regia di Steno (1960)
- La dolce vita, regia di Federico Fellini (1960)
- Via Margutta, regia di Mario Camerini (1960)
- Il carro armato dell'8 settembre, regia di Gianni Puccini (1960)
- Caccia all'uomo, regia di Riccardo Freda (1961)
- Il conte di Montecristo (Le Comte de Monte-Cristo), regia di Claude Autant-Lara (1961)
- I lancieri neri, regia di Giacomo Gentilomo (1962)
- Il criminale, regia di Marcello Baldi (1962)
- L'omicida (Le Meurtrier), regia di Claude Autant-Lara (1963)
- Io, Semiramide, regia di Primo Zeglio (1963)
- I 4 tassisti, regia di Giorgio Bianchi (1963) (episodio Caccia al tesoro)
- I raggi mortali del dottor Mabuse (Die Todesstrahlen des Dr. Mabuse), regia di Hugo Fregonese e Victor De Santis (1964)
- Il leone di Tebe, regia di Giorgio Ferroni (1964)
- Repulsione (Repulsion), regia di Roman Polański (1965)
- Le scandale - Delitti e champagne (Le Scandale), regia di Claude Chabrol (1967)
- In nome del popolo italiano, regia di Dino Risi (1971)
- Versuchung im Sommerwind, regia di Rolf Thiele (1972)
- Frankenstein's Great Aunt Tillie, regia di Myron J. Gold (1984)

### Televisione
- Douglas Fairbanks, Jr., Presents – serie TV, 1 episodio (1953)
- The Adventures of the Scarlet Pimpernel – serie TV, episodio 1x01 (1956)
- Adventure Theater – serie TV, 1 episodio (1956)
- The DuPont Show of the Month – serie TV, episodio 1x09 (1958)
- Gioco pericoloso (Danger Man) – serie TV, 1 episodio (1965)
- The Man in a Looking Glass, regia di Cyril Frankel – film TV (1965)
- The Man Who Never Was – serie TV, 1 episodio (1966)
- Il barone (The Baron) – serie TV, 2 episodi (1966)

## Doppiatrici italiane
- Maria Pia Di Meo in A noi piace freddo...!, Via Margutta, Il conte di Montecristo
- Dhia Cristiani in La mummia
- Gabriella Genta in La dolce vita
- Luisella Visconti in Io, Semiramide
- Rita Savagnone in Repulsione
- Miranda Bonansea in Il masnadiero